# Janus Friis
Janus Friis, född 26 juni 1976 i Köpenhamn, är en dansk entreprenör och en av grundarna av fildelningsföretaget Kazaa och P2Pbaserade telefontillämpningen Skype. I september 2005 sålde han och hans partner Niklas Zennström Skype till eBay för 2,6 miljarder amerikanska dollar. Därefter drog de igång Joost – en interaktiv mjukvarutillämpning för att distribuera TV- och annat videoinnehåll över nätet.

Innan Friis gav sig in i entreprenörskarriären med Zennström, arbetade han med helpdesken hos CyberCity, en av Danmarks första Internetleverantörer. Han har ingen formell högre utbildning, eftersom han hoppade av gymnasiet innan han började arbeta på CyberCity. Han träffade Zennström 1996, då denne förestod Tele2 i Danmark och Friis anställdes för att köra deras kund-support..
Friis och Zennström samarbetade på Tele2 för att få igång get2net, en annan dansk ISP och portalen everyday.com.
Efter detta beslöt de båda att lämna Tele2. Friis flyttade till Zennströms lägenhet i Amsterdam i januari 2000, där duon satte igång att utveckla Kazaa, företaget som blev ansvarigt för den populäraste mjukvaran att köra med fildelnings-nätverksprotokollet FastTrack. FastTrack-protokollet i sig har också Friis som codesigner.
Tillsammans med Zennström står Friis även bakom online-musiktjänsten Rdio, uttalas "ar-di-o".

## Utmärkelser
- Friis var med på Time Magazines lista 2006 över de 100 mest inflytelserika personerna.[5].

- 2006 fick Janus Friis det prestigefyllda danska "IT-priset", som delas ut av den danska IT-industrin och IDG, för sitt arbete och innovation.

- Friis och Zennström var även gemensamma mottagare av 2006 års Wharton Infosys Business Transformation Award, som ges till affärer och individer, vilka har använt sig av informationsteknik på ett sätt som förändrat en industri eller ett samhälle i grunden.